# Putsch di Monaco
Il Putsch di Monaco o Putsch della birreria (in tedesco Bürgerbräu-Putsch) fu un tentativo fallito di colpo di Stato (Putsch in tedesco) organizzato e attuato dal leader del Partito Nazionalsocialista Tedesco dei Lavoratori (Nationalsozialistische Deutsche Arbeiterpartei o NSDAP) Adolf Hitler, dal Generalquartiermeister Erich Ludendorff e da altri leader del Kampfbund a Monaco di Baviera l'8–9 novembre 1923, durante la Repubblica di Weimar. Circa duemila nazisti marciarono sulla Feldherrnhalle, nel centro della città, ma vennero affrontati da un cordone di polizia, che provocò la morte di 16 membri del partito nazista e di quattro agenti di polizia.
Hitler sfuggì all'arresto immediato e venne portato in salvo in campagna. Dopo due giorni, venne arrestato e accusato di tradimento. Il putsch portò Hitler all'attenzione della nazione tedesca per la prima volta e generò titoli in prima pagina sui giornali di tutto il mondo. Il suo arresto venne seguito da un processo di 24 giorni, che venne ampiamente pubblicizzato e gli diede una piattaforma per esprimere i suoi sentimenti nazionalisti alla nazione. Hitler venne giudicato colpevole di tradimento e condannato a cinque anni di detenzione nella prigione di Landsberg, dove dettò il Mein Kampf ai compagni di prigionia Emil Maurice e Rudolf Hess. Il 20 dicembre 1924, dopo aver scontato solo nove mesi, Hitler venne rilasciato. Una volta rilasciato, Hitler riorientò la sua attenzione verso l'ottenimento del potere attraverso mezzi legali piuttosto che con la rivoluzione o la forza, e di conseguenza cambiò le sue tattiche, sviluppando ulteriormente la propaganda nazista.

## Antefatti
All'inizio del XX secolo, molte delle città più grandi della Germania meridionale avevano birrerie, dove centinaia, e talvolta migliaia, di persone socializzavano la sera, bevevano birra e partecipavano a dibattiti politici e sociali. Tali birrerie divennero anche gli ospiti di occasionali manifestazioni politiche. Una delle più grandi birrerie di Monaco era la Bürgerbräukeller, che divenne il luogo in cui ebbe inizio il putsch.
Dopo il trattato di Versailles, che pose fine alla prima guerra mondiale, la Germania declinò come grande potenza europea. Come molti tedeschi dell'epoca, Hitler, che aveva combattuto nell'esercito tedesco ma all'epoca aveva ancora la cittadinanza austriaca, credeva che il trattato fosse un tradimento, con il paese che era stato "pugnalato alle spalle" dal suo stesso governo, in particolare perché si pensava che l'esercito tedesco fosse imbattuto sul campo. Per la sconfitta, Hitler incolpava i leader civili, gli ebrei e i marxisti, in seguito chiamati i "criminali di novembre".
Hitler rimase nell'esercito a Monaco dopo la guerra. Partecipò a vari corsi di "pensiero nazionale", organizzati dal Dipartimento dell'Istruzione e della Propaganda dell'Esercito bavarese sotto il capitano Karl Mayr, di cui Hitler divenne un agente. Il capitano Mayr ordinò a Hitler, allora un gefreiter (non l'equivalente di caporale, ma di soldato di prima classe) e detentore della Croce di Ferro di prima classe, di infiltrarsi nel minuscolo Deutsche Arbeiterpartei ("Partito Tedesco dei Lavoratori", abbreviato DAP). Hitler si unì al DAP il 12 settembre 1919. Ben presto si rese conto di essere d'accordo con molti dei principi alla base del DAP e salì al suo posto di vertice nella conseguente caotica atmosfera politica della Monaco del dopoguerra. Di comune accordo, Hitler assunse la guida politica di un certo numero di "associazioni patriottiche" revansciste bavaresi, chiamate Kampfbund. Questa base politica si estese fino a includere circa 15 000 Sturmabteilung (SA, letteralmente "Distaccamento Tempesta"), l'ala paramilitare del NSDAP.
Il 26 settembre 1923, dopo un periodo di turbolenze e violenze politiche, il primo ministro bavarese Eugen von Knilling dichiarò lo stato di emergenza e Gustav Ritter von Kahr venne nominato Staatskomissar ("commissario statale"), con poteri dittatoriali per governare lo Stato. Von Kahr, il capo della polizia di Stato bavarese, il colonnello Hans Ritter von Seisser, e il generale della Reichswehr Otto von Lossow formarono un triumvirato al potere. Hitler annunciò che avrebbe tenuto 14 riunioni di massa a partire dal 27 settembre 1923. Temendo la potenziale perturbazione, una delle prime azioni di Kahr fu quella di vietare le riunioni annunciate, mettendo Hitler sotto pressione per agire. I nazisti, con altri leader del Kampfbund, sentivano di dover marciare su Berlino e prendere il potere o i loro seguaci si sarebbero rivolti ai comunisti. Hitler si avvalse dell'aiuto del generale della prima guerra mondiale Erich Ludendorff nel tentativo di ottenere l'appoggio di Kahr e del suo triumvirato. Tuttavia, Kahr aveva il suo piano con Seisser e Lossow d'installare un dittatura nazionalista senza Hitler.

## Il putsch

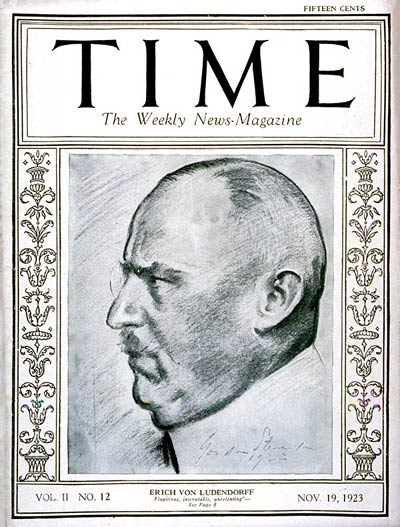
Erich Ludendorff sulla copertina del Time, 19 novembre 1923

Il putsch venne ispirato dal successo della Marcia su Roma di Benito Mussolini. Dal 22 al 29 ottobre 1922, Hitler e i suoi associati pianificarono di utilizzare Monaco come base per una marcia contro il governo della Repubblica di Weimar. Ma le circostanze differivano da quelle italiane. Hitler si rese conto che Kahr cercava di controllarlo e non era pronto ad agire contro il governo di Berlino. Hitler voleva cogliere un momento critico per il successo dell'agitazione e del sostegno popolare. Egli decise di prendere in mano la situazione. Hitler, insieme a un grande distaccamento di SA, marciò sulla Bürgerbräukeller, dove Kahr stava tenendo un discorso davanti a 3 000 persone.
La sera dell'8 novembre 1923, 603 SA circondarono la birreria e venne installata una mitragliatrice nella sala. Hitler, circondato dai suoi soci Hermann Göring, Alfred Rosenberg, Rudolf Hess, Ernst Hanfstaengl, Ulrich Graf, Johann Aigner, Adolf Lenk, Max Amann, Max Erwin von Scheubner-Richter, Wilhelm Adam, Robert Wagner e altri (una ventina in tutto), irruppe nella sala, sparando con la sua pistola un colpo in aria. Kahr interruppe immediatamente il suo discorso e la folla prestò attenzione a quel personaggio che nel frattempo era andato verso il palco. Con enorme stupore degli astanti, Hitler comunicò: "La rivoluzione nazionale è scoppiata! La sala è circondata da seicento uomini. Nessuno può uscire." Continuò affermando che il governo bavarese era stato deposto e dichiarò la formazione di un nuovo governo con Ludendorff.
Hitler, accompagnato da Hess, Lenk e Graf, ordinò al triumvirato di Kahr, Seisser e Lossow di entrare in una stanza adiacente sotto la minaccia delle armi e chiese che sostenessero il colpo di Stato e accettassero le posizioni di governo che gli avrebbe assegnato. Hitler aveva promesso a Lossow qualche giorno prima che non avrebbe tentato un colpo di Stato, ma ora pensava che avrebbe ottenuto da loro un'immediata risposta affermativa, implorando Kahr di accettare la carica di reggente di Baviera. Kahr rispose che non ci si poteva aspettare che collaborasse, soprattutto perché era stato portato fuori dalla sala sotto stretta sorveglianza.
Heinz Pernet, Johann Aigne e Scheubner-Richter vennero inviati a prendere Ludendorff, il cui prestigio personale veniva sfruttato per dare credibilità ai nazisti. Hermann Kriebel fece una telefonata dalla cucina a Ernst Röhm, che stava aspettando con la sua Bund Reichskriegsflagge nel Löwenbräukeller, un'altra birreria, e gli ordinò di conquistare edifici chiave in tutta la città. Allo stesso tempo, co-cospiratori guidati da Gerhard Rossbach mobilitarono gli studenti di una vicina scuola per ufficiali di fanteria per raggiungere altri obiettivi.
Hitler s'irritò per Kahr e convocò Ernst Pöhner, Friedrich Weber e Hermann Kriebel per sostituirlo mentre tornava nella sala affiancato da Rudolf Hess e Adolf Lenk. Parlò dopo il discorso di Göring e affermò che l'azione non era diretta contro la polizia e la Reichswehr, ma contro "il governo ebreo di Berlino e i criminali di novembre del 1918". Il dottor Karl Alexander von Mueller, professore di storia moderna e scienze politiche all'Università di Monaco e sostenitore di Kahr, fu un testimone oculare. Egli riferì:
Hitler concluse il suo discorso dicendo: "Fuori ci sono Kahr, Lossow e Seisser. Stanno lottando duramente per prendere una decisione. Posso dire loro che li sosterrete?"

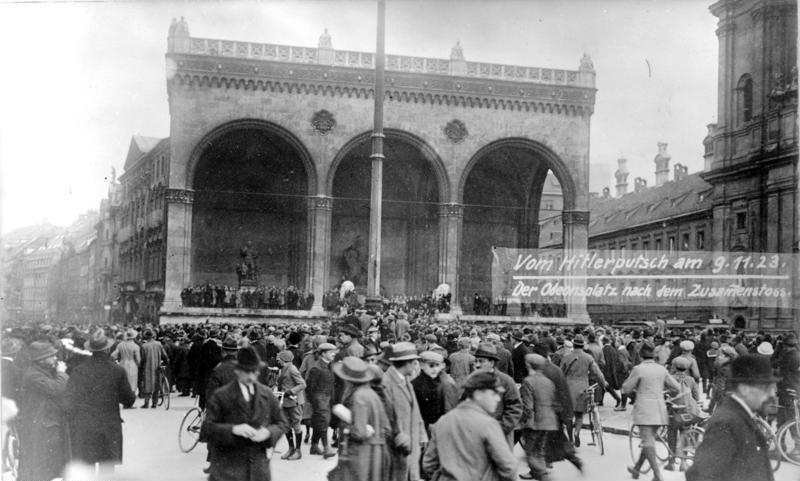
Odeonsplatz a Monaco di Baviera, 9 novembre

La folla nella sala appoggiò Hitler con un ruggito di approvazione. Egli concluse trionfalmente:
Hitler tornò nell'anticamera, dove rimasero i triumviri, con un plauso fragoroso, che i triumviri non avrebbero potuto non notare. Sulla via del ritorno, ordinò a Göring e Hess di prendere in custodia Eugen von Knilling e altri sette membri del governo bavarese. Durante il discorso di Hitler, Pöhner, Weber e Kriebel avevano cercato in modo conciliante di portare il triumvirato al loro punto di vista. L'atmosfera nella stanza era diventata più leggera, ma Kahr continuava a insistere. Ludendorff si presentò poco prima delle 21:00 e, accompagnato nell'anticamera, si concentrò su Lossow e Seisser, facendo appello al loro senso del dovere. Alla fine, il triumvirato cedette con riluttanza.
Hitler, Ludendorff e altri tornarono sul podio della sala principale, dove tennero discorsi e si strinsero la mano. Alla folla venne quindi permesso di lasciare la sala. Con un errore tattico, Hitler decise di lasciare poco dopo la Bürgerbräukeller per affrontare una crisi altrove. Intorno alle 22:30, Ludendorff rilasciò Kahr e i suoi soci.
La notte venne segnata da confusione e disordini tra i funzionari governativi, le forze armate, le unità di polizia e gli individui che avevano deciso a chi affidarsi. Unità del Kampfbund si stavano affrettando per armarsi da nascondigli segreti e conquistare edifici. Intorno alle 03:00 si verificarono le prime vittime del colpo di Stato, quando la guarnigione locale della Reichswehr individuò gli uomini di Röhm che uscivano dalla birreria. Essi subirono un'imboscata mentre cercavano di raggiungere la caserma della Reichswehr da parte di soldati e polizia di Stato; vennero sparati dei colpi, ma non ci furono vittime su entrambi i lati. Incontrando una forte resistenza, Röhm e i suoi uomini vennero costretti a ripiegare. Nel frattempo gli ufficiali della Reichswehr misero in allerta l'intera guarnigione e chiesto rinforzi. Gli addetti stranieri vennero sequestrati nelle loro camere d'albergo e messi agli arresti domiciliari.

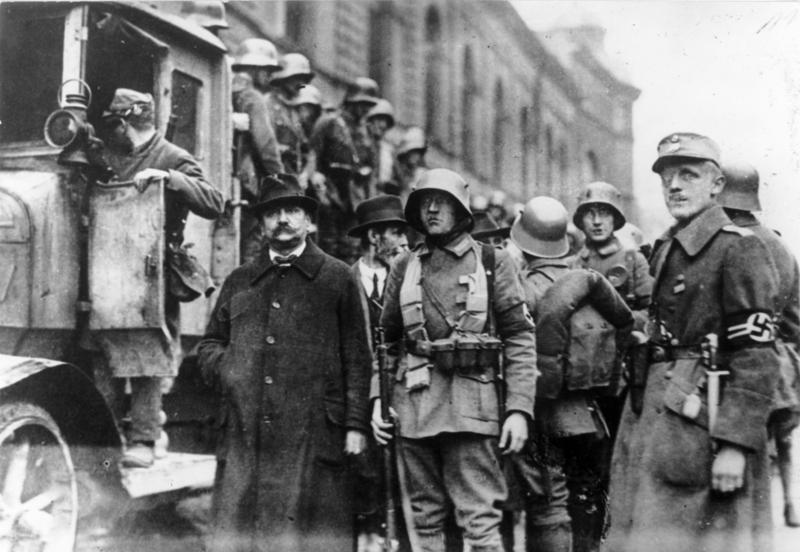
Primi nazisti che parteciparono al tentativo di prendere il potere durante il putsch del 1923

Al mattino, Hitler ordinò il sequestro del consiglio municipale di Monaco come ostaggio. Inviò inoltre l'addetto alle comunicazioni del Kampfbund, Max Neunzert, a chiedere l'aiuto del principe ereditario di Baviera Rupprecht per mediare tra Kahr e i golpisti. Neunzert fallì nella missione. A metà mattinata del 9 novembre, Hitler si rese conto che il putsch non stava andando da nessuna parte. I golpisti non sapevano cosa fare e stavano per arrendersi. In quel momento, Ludendorff gridò: "Wir marschieren!" ("Marceremo!"). Le forze di Röhm insieme a quelle di Hitler (per un totale di circa 2 000 uomini) marciarono fuori, ma senza una destinazione specifica. Sull'impulso del momento, Ludendorff li condusse al Ministero della Difesa bavarese. Tuttavia, alla Odeonsplatz, di fronte alla Feldherrnhalle, incontrarono una forza di 130 soldati che bloccavano la strada sotto il comando del tenente seniore della polizia di Stato. I due gruppi ebbero uno scontro a fuoco che alla fine provocò la morte di quattro agenti della polizia di Stato e di 16 nazisti.
Sebbene la loro sconfitta da parte delle forze governative costrinse Hitler e Ludendorff a fuggire da Monaco, essa fu l'origine della Blutfahne ("bandiera del sangue"), macchiata del sangue di due membri delle SA che vennero fucilati: il portabandiera Heinrich Trambauer, gravemente ferito, e Andreas Bauriedl, che cadde morto sulla bandiera caduta. Un proiettile uccise Scheubner-Richter. Göring venne colpito a una gamba, ma riuscì a scappare. Il resto dei nazisti si disperse o venne arrestato. Hitler venne arrestato due giorni dopo.
In una descrizione del funerale di Ludendorff alla Feldherrnhalle nel 1937 (al quale Hitler partecipò ma senza parlare) William L. Shirer scrisse: "L'eroe della [prima] guerra mondiale [Ludendorff] si era rifiutato di avere qualcosa da fare con lui [Hitler] da quando era fuggito davanti alla Feldherrnhalle dopo la raffica di proiettili durante il putsch della birreria". Tuttavia, quando venne successivamente venduta all'asta una partita di documenti relativi alla prigione di Landsberg (compreso il libro dei visitatori), venne notato che Ludendorff aveva visitato Hitler diverse volte. Il caso dei giornali che riaffioravano venne riportato su Der Spiegel del 23 giugno 2006; le nuove informazioni (che sono uscite più di 30 anni dopo che Shirer aveva scritto il suo libro e alle quali Shirer non aveva accesso) annullano la dichiarazione di Shirer.

### Il contrattacco
Le unità di polizia vennero informate per la prima volta dei problemi da tre detective della polizia di stanza alla Löwenbräukeller. Questi rapporti raggiunsero il maggiore Sigmund von Imhoff della polizia di Stato. Egli chiamò immediatamente tutte le sue unità di polizia verde e fece sequestrare l'ufficio centrale del telegrafo e la centrale telefonica, sebbene il suo atto più importante fosse avvisare il maggior generale Jakob von Danner, il comandante della Reichswehr della città di Monaco. Da orgoglioso eroe di guerra, Danner detestava il "piccolo caporale" e quelle "bande Freikorps di chiassosi". Inoltre non gli piaceva molto il suo ufficiale in comando, il Generalleutnant Otto von Lossow, "una triste figura d'uomo". Era determinato a reprimere il putsch con o senza Lossow. Danner istituì un posto di comando presso la caserma del 19º Reggimento fanteria e allertò tutte le unità militari.
Nel frattempo, il capitano Karl Wild, venendo a conoscenza del putsch dai manifestanti, mobilitò il suo comando a guardia dell'edificio governativo di Kahr, il Commissariato, con l'ordine di sparare. Intorno alle 23:00, il maggior generale von Danner, insieme agli altri generali Adolf Ritter von Ruith e Friedrich Freiherr Kress von Kressenstein, costrinse Lossow a ripudiare il colpo di Stato.
C'era un membro del gabinetto che non era alla Bürgerbräukeller: Franz Matt, vice premier e ministro dell'Istruzione e della Cultura. Fedele cattolico, era a cena con l'arcivescovo di Monaco, il cardinale Michael von Faulhaber e con il nunzio in Baviera, l'arcivescovo Eugenio Pacelli (che sarebbe poi divenuto papa Pio XII), quando seppe del putsch. Telefonò immediatamente a Kahr. Quando trovò l'uomo vacillante e insicuro, Matt pianificò d'istituire un governo in esilio a Ratisbona e compose un proclama invitando tutti gli agenti di polizia, i membri delle forze armate e i dipendenti pubblici a rimanere fedeli al governo. L'azione di questi pochi uomini segnò il destino di coloro che avevano tentato il colpo di Stato. Il giorno successivo l'arcivescovo e Rupprecht visitarono Kahr e lo convinsero a ripudiare Hitler.
Tremila studenti dell'Università di Monaco si ribellarono e marciarono verso la Feldherrnhalle per deporre ghirlande. Continuarono a ribellarsi fino al 9 novembre, quando seppero dell'arresto di Hitler. Kahr e Lossow vennero chiamati giuda e traditori.

## Il processo

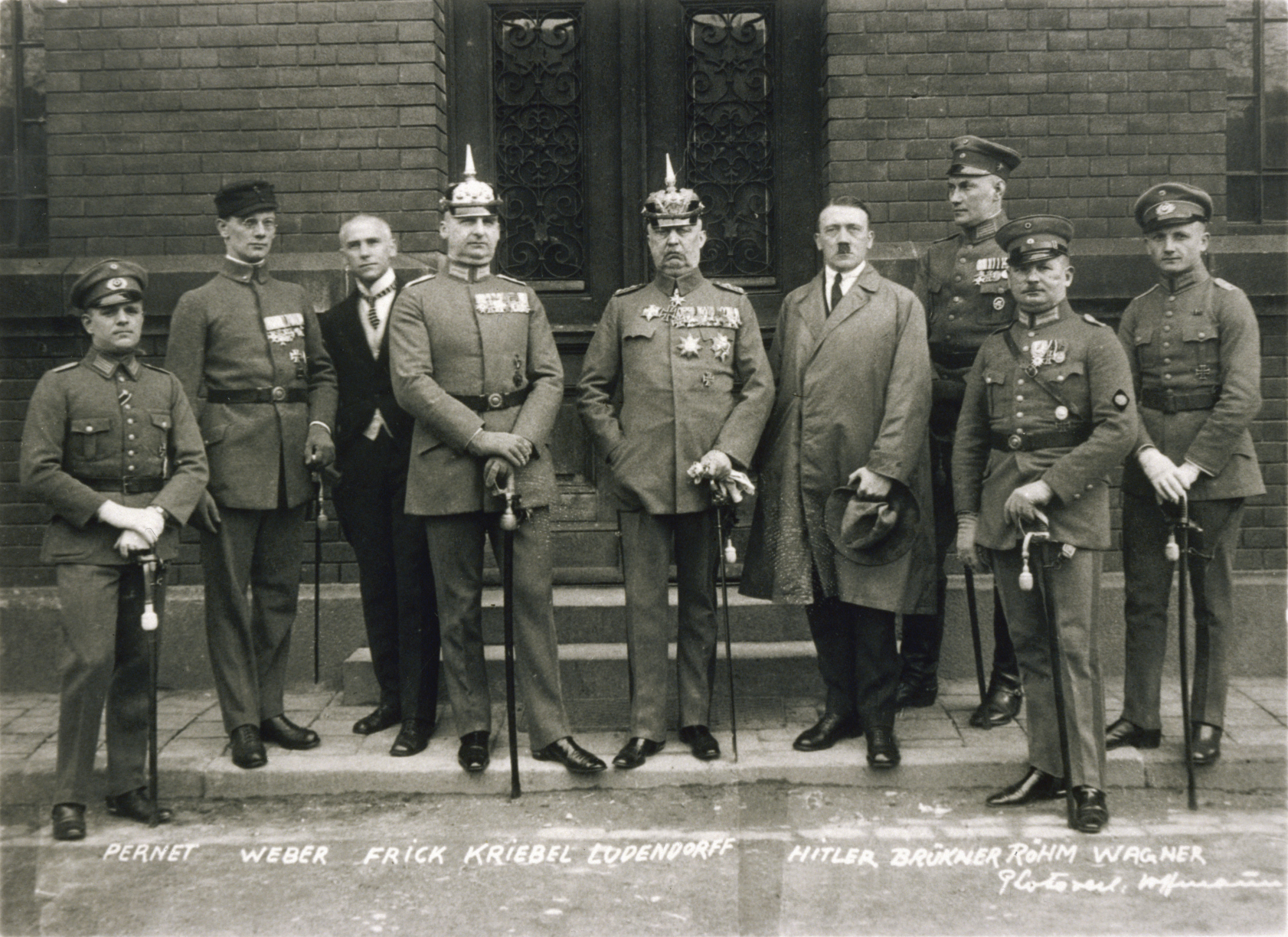
1º aprile 1924. Gli imputati nel processo del putsch della birreria. Da sinistra a destra: Pernet, Weber, Frick, Kriebel, Ludendorff, Hitler, Bruckner, Röhm e Wagner. Si noti che solo due degli imputati (Hitler e Frick) indossavano abiti civili. Tutti quelli in uniforme portano sciabole, che indicavano lo stato di ufficiale

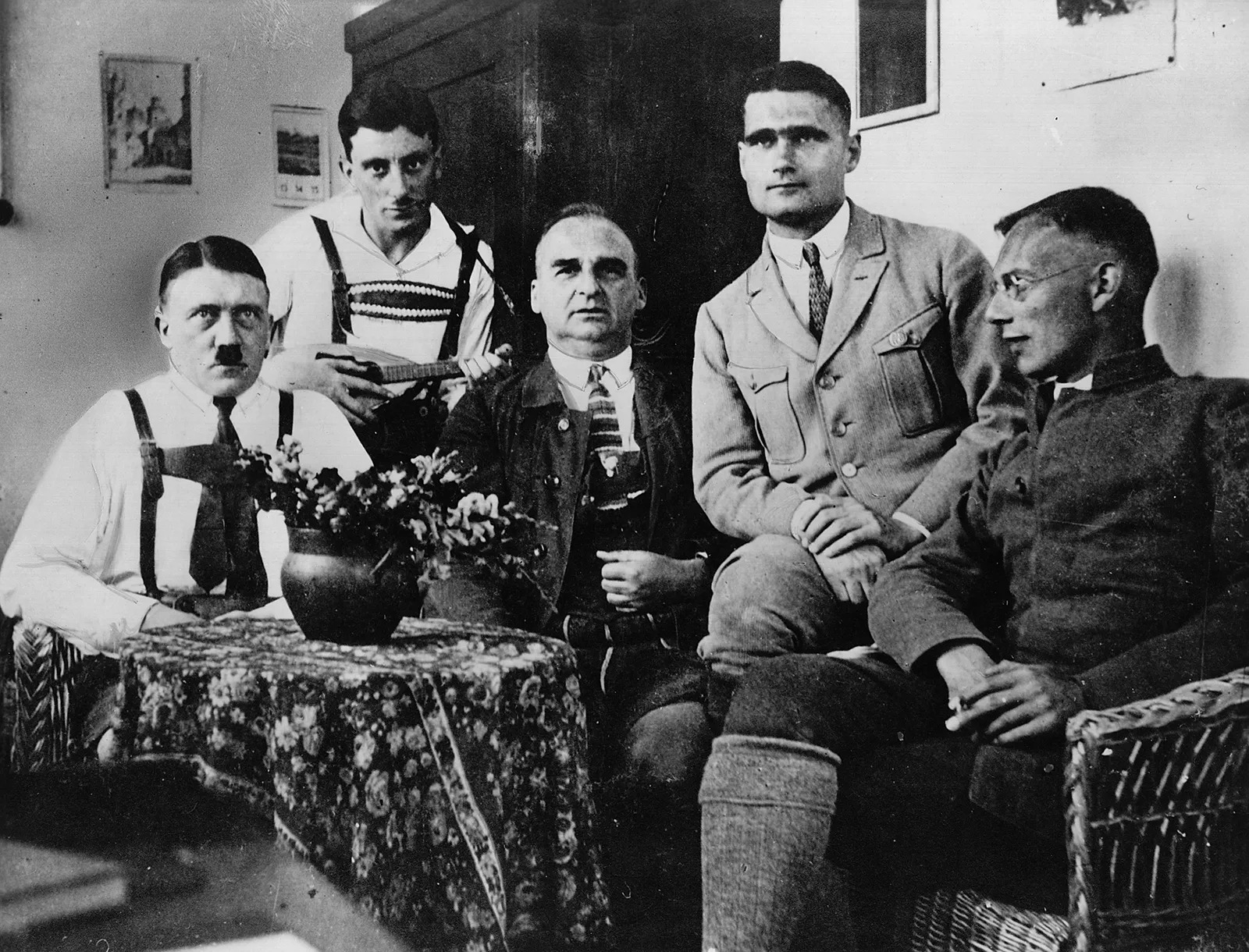
Adolf Hitler, Emil Maurice, Hermann Kriebel, Rudolf Hess, e Friedrich Weber nella prigione di Landsberg

Due giorni dopo il putsch, Hitler fu arrestato e accusato di alto tradimento presso il Tribunale popolare. Anche alcuni dei suoi compagni cospiratori, tra cui Rudolf Hess, vennero arrestati, mentre altri, tra cui Hermann Göring ed Ernst Hanfstaengl, fuggirono in Austria. Il quartier generale del partito nazista venne perquisito e il suo giornale, il Völkischer Beobachter (L'Osservatore del Popolo), venne bandito. Nel gennaio 1924, la riforma Emminger, un decreto d'urgenza, abolì la giuria come terziario di fatto e la sostituì con un sistema misto di giudici e giudici popolari nella magistratura tedesca.
Non era la prima volta che Hitler aveva problemi con la legge. In un incidente nel settembre 1921, lui e alcuni uomini delle SA avevano interrotto una riunione del Bayernbund ("Unione bavarese") che Otto Ballerstedt, un federalista bavarese, avrebbe dovuto tenere, e di conseguenza i piantagrane nazisti vennero arrestati. Hitler finì per scontare poco più di un mese di una pena detentiva di tre mesi. Il giudice Georg Neithardt era il presidente di entrambi i processi di Hitler.
Il processo a Hitler iniziò il 26 febbraio 1924 e durò fino al 1º aprile 1924. Lossow agì come testimone principale dell'accusa. Hitler moderò il suo tono per il processo, centrando la sua difesa sulla sua devozione disinteressata al bene del popolo e sulla necessità di un'azione coraggiosa per salvarlo, abbandonando il suo consueto antisemitismo. Affermò che il putsch era stata la sua unica responsabilità, ispirando il titolo di Führer o "leader". I giudici popolari erano fanaticamente filonazisti e dovettero essere dissuasi dal presidente del tribunale, Georg Neithardt, dall'assolvere Hitler. Hitler e Hess vennero entrambi condannati a cinque anni di confino nella fortezza per tradimento. Il Festungshaft era il più mite dei tre tipi di pena detentiva disponibili all'epoca nella legge tedesca; escludeva il lavoro forzato, forniva celle ragionevolmente confortevoli e consentiva al prigioniero di ricevere visitatori quasi quotidianamente per molte ore. Questa era la condanna consueta per coloro che il giudice riteneva avessero motivi onorevoli ma fuorvianti, e non portava lo stigma di una condanna alla Gefängnis (prigione comune) o alla Zuchthaus (prigione disciplinare). Alla fine, Hitler scontò solo poco più di otto mesi di questa condanna prima del suo rilascio anticipato per buona condotta. I funzionari della prigione avrebbero voluto dare a Hitler guardie sorde, per impedirgli di persuaderle a liberarlo.
Sebbene il processo fosse la prima volta che l'oratoria di Hitler risultasse insufficiente, si servì del processo come di un'opportunità per diffondere le sue idee tenendo discorsi in aula. L'evento venne ampiamente trattato dai giornali il giorno successivo. I giudici rimasero impressionati (il presidente del tribunale Neithardt era incline al favoritismo nei confronti degli imputati prima del processo) e, di conseguenza, Hitler scontò poco più di otto mesi e venne multato di 500 marchi. A causa della sua storia secondo cui era presente per caso, una spiegazione che aveva usato anche nel putsch di Kapp, insieme al suo servizio militare e ai suoi contatti, Ludendorff venne assolto. Sia Röhm sia Wilhelm Frick, sebbene ritenuti colpevoli, vennero rilasciati. Göring, nel frattempo, era fuggito dopo aver subito una ferita da arma da fuoco alla gamba, che lo portò a diventare sempre più dipendente dalla morfina e da altri farmaci antidolorifici. Questa dipendenza continuò per tutta la vita.
Una delle maggiori preoccupazioni di Hitler al processo era che correva il rischio di essere deportato nella sua nativa Austria dal governo bavarese. Il giudice del processo, Neithardt, era solidale con Hitler e riteneva che le leggi pertinenti della Repubblica di Weimar non potessero essere applicate a un uomo "che pensa e si sente come un tedesco, come fa Hitler". Il risultato fu che il leader nazista rimase in Germania.
Sebbene Hitler non fosse riuscito a raggiungere il suo obiettivo immediato, il fallito colpo di Stato diede ai nazisti la loro prima vittoria di propaganda e attenzione nazionale. Mentre scontavano le loro pene di "confino nella fortezza" a Landsberg am Lech, Hitler, Emil Maurice e Rudolf Hess scrissero il Mein Kampf. Il putsch aveva cambiato la visione di Hitler sulla rivoluzione violenta per effettuare il cambiamento. Da allora il suo modus operandi fu quello di fare tutto "rigorosamente legale".
Il processo di "combinazione", in cui il gruppo conservatore-nazionalista-monarchico pensava che i suoi membri potessero aggrapparsi e controllare il movimento nazionalsocialista per ottenere i seggi del potere, doveva ripetersi dieci anni dopo, nel 1933, quando Franz von Papen chiese a Hitler di formare un governo di coalizione legale.

## Vittime

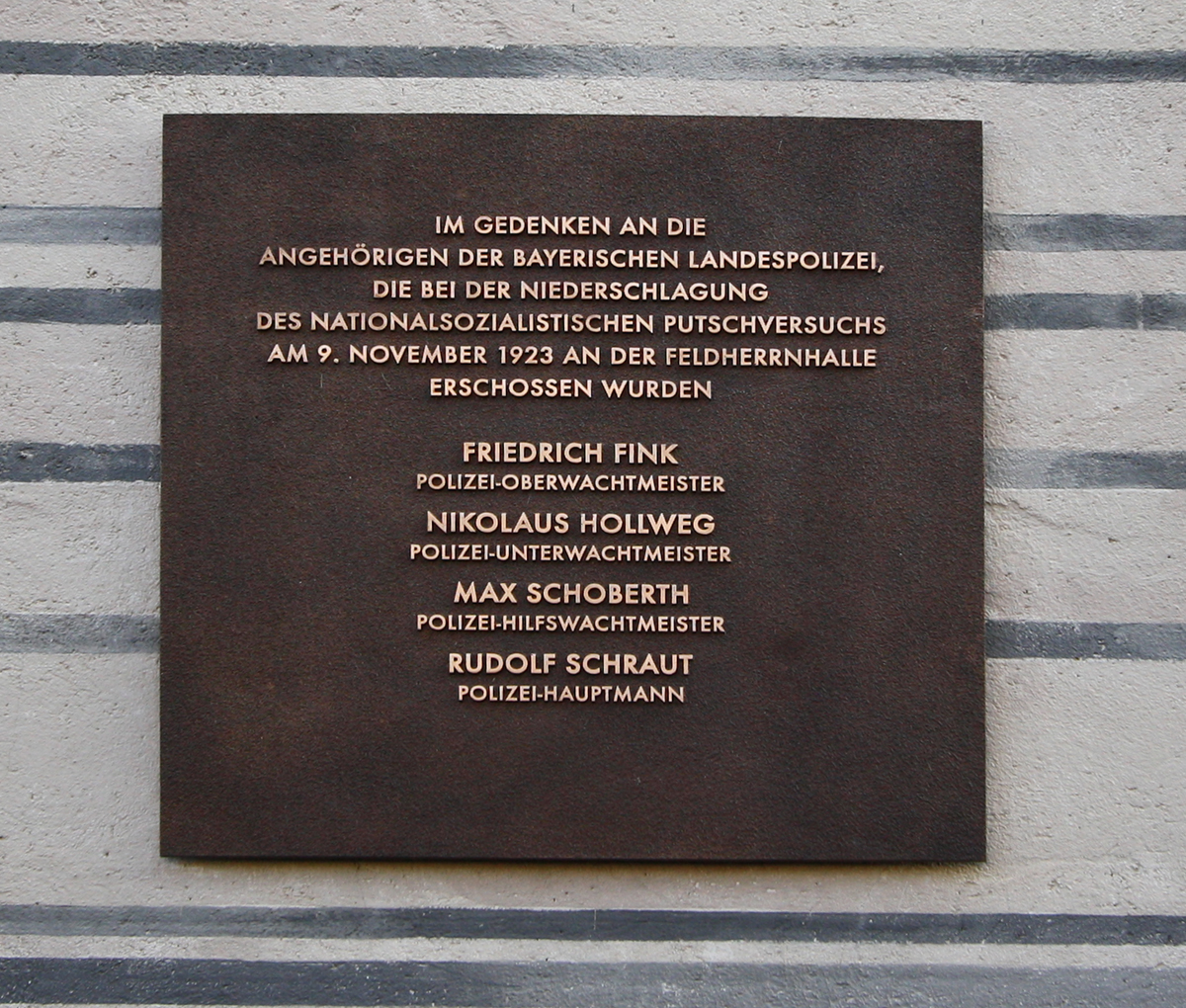
Targa scoperta nel 2010 in ricordo dei quattro poliziotti uccisi dai nazisti nel putsch.

Adolf Hitler passa in rassegna i membri delle SA a Norimberga nel 1935. È accompagnato dalla Blutfahne ("bandiera di sangue") e dal suo portatore, l'SS-Sturmbannführer Jakob Grimminger.

### Poliziotti bavaresi
- Friedrich Fink (23 aprile 1887 - 9 novembre 1923)
- Nikolaus Hollweg (15 maggio 1897 - 9 novembre 1923)
- Max Schoberth (1902 o 1903 - 9 novembre 1923)
- Rudolf Schraut (4 luglio 1886 - 9 novembre 1923)

### Nazisti morti nell'attentato
- Felix Allfarth, commerciante, nato il 5 luglio 1901 a Lipsia. Alfarth aveva studiato merchandising presso la Siemens-Schuckert Works e si era trasferito a Monaco nel 1923 per iniziare la sua carriera.
- Andreas Bauriedl, cappellaio, nato il 4 maggio 1879 ad Aschaffenburg. Bauriedl fu colpito all'addome rimanendone ucciso, cadendo su una bandiera nazista che era caduta a terra quando il suo portabandiera, Heinrich Trambauer, fu gravemente ferito; il sangue di Bauriedl impregnò quella bandiera, che in seguito divenne una "reliquia" nazista, nota come Blutfahne .
- Theodor Casella, impiegato di banca, nato l'8 agosto 1900, membro dei Freikorps e del partito nazista.
- Wilhelm Ehrlich, impiegato di banca, nato l'8 agosto 1894, membro dei Freikorps e del partito nazista, aveva partecipato al putsch di Kapp.
- Martin Faust, impiegato di banca e veterano della prima guerra mondiale, nato il 4 gennaio 1901.
- Anton Hechenberger, fabbro, nato il 28 settembre 1902. Membro del partito nazista e delle SA.
- Oskar Körner, uomo d'affari, nato il 4 gennaio 1875 a Ober-Peilau.
- Karl Laforce, studente di ingegneria, nato il 28 ottobre 1904; il più giovane a morire nel putsch. Membro del partito nazista, delle SA e delle Stoßtrupp-Hitler.
- Kurt Neubauer, cameriere, nato il 27 marzo 1899 a Hopfengarten. Membro dei Freikorps.
- Klaus von Pape, uomo d'affari, nato il 16 agosto 1904 a Oschatz.
- Theodor von der Pfordten, giudice della Corte suprema tedesca presso la Corte suprema bavarese, che aveva combattuto nella prima guerra mondiale; nato il 14 maggio 1873 a Bayreuth. Durante il periodo in cui fu comandante di un campo per prigionieri di guerra a Traunstein, Pfordten fu coinvolto in abusi sui prigionieri di guerra, in particolare sui russi. Fu il primo nazista rimasto ucciso nel tentato putsch.
- Johann Rickmers, capitano di cavalleria in pensione che aveva combattuto nella prima guerra mondiale; nato il 7 maggio 1881 a Brema. Membro dei Freikorps.
- Max Erwin von Scheubner-Richter, leader nazista, nato il 21 gennaio 1884 a Riga. Aveva partecipato al putsch di Kapp.
- Lorenz Ritter von Stransky-Griffenfeld, ingegnere, nato il 14 marzo 1889. Membro del partito nazista, delle SA e delle Stoßtrupp-Hitler.
- Wilhelm Wolf, uomo d'affari, nato il 19 ottobre 1898. Membro del partito nazista e dei Freikorps.

### Vittime civili
- Karl Kuhn, nato il 26 luglio 1897, capo cameriere, che non aveva preso parte al putsch ma era semplicemente uscito dal suo locale per curiosità. Fu colpito mortalmente da un proiettile.